# Леман, Брэди
Брэди Леман (англ. Brady Leman, род. 16 октября 1986 года) — канадский фристайлист, специализирующийся в дисциплине ски-кросс, олимпийский чемпион 2018 года, серебряный призёр чемпионата мира 2019 года. 
В сезоне 2011—2012 года, после возвращения в большой спорт после полученных травм, он выиграл первый этап Кубка мира и завершил этот сезон на втором месте в зачете по всем соревнованиям в ски-кроссе. Леман ранее занимался горнолыжным спортом. В 2010 году занял третье место на зимних X Games в Аспене, США. сезон открытия Он выиграл турнир открытия в сезоне 2011-12 после возвращения из многочисленных травм, он затем отправился на закончить год в качестве второго в целом занимает мужчина кросс лыжный гонщик за год.

## Зимние Олимпийские игры
| Олимпийские игры | Ски-кросс |
| ---------------- | --------- |
| 2014 Coчи        | 4         |
| 2018 Пхёнчхан    | 1         |
| 2022 Пекин       | 6         |